# Tefrokronologi
Tefrokronologi är en dateringsmetod som använder sig av vulkanisk aska för att åldersbestämma olika geologiska avlagringar, som torv, sjösediment och glaciäris. Ordet tefra kommer av det grekiska ordet för aska och med det avses här alla fasta partiklar som slungas ut från vulkanen vid dess utbrott. 
Tefrapartiklarna kan transporteras i atmosfären och avsättas långt från vulkanen. Ett känt sådant exempel är askmolnet från Askjas utbrott 1875 som fördes med vinden från Island mot Skandinavien och avsattes som ett lager i torvmossar och sjöar. I Sverige har ca 15 lager med vulkanaska påträffats i sediment från de senaste ca 15 000 åren, de allra flesta från isländska vulkaner som Hekla, Katla och Askja. Till de viktigaste hör bl.a. den 12 100 år gamla Vedde-askan och askan från några av Heklas utbrott, bl.a. för ca 4260 (Hekla-4) och 3000 (Hekla-3) år sedan. Tefrokronologin används idag framförallt för att datera, men även för att så exakt som möjligt jämföra och korrelera avlagringar i olika områden. Genom att tefran har samma ålder oavsett vilken miljö som den avsatts i kan den användas för att jämföra hur klimatet varierat under en viss tid, och hur en klimatförändring avspeglar sig i olika klimatarkiv. Tefrapartiklarna som når Skandinavien består i regel av vulkaniskt glas, vars geokemiska sammansättning kan analyseras och härledas till ursprungsvulkanen. Glaspartiklarna som påträffas i svenska sjösediment och torvmossar är i regel färglösa och har en ryolitisk sammansättning. 
| Tefra       | Ålder        | Ursprungsvulkan |
| ----------- | ------------ | --------------- |
| Askja-1875  | 1875 e.Kr.   | Askja           |
| Hekla-3     | ca 3000 BP   | Hekla           |
| Hekla-S     | ca 3720 BP   | Hekla           |
| Hekla-4     | ca 4260 BP   | Hekla           |
| Lairg-A     | ca 6950 BP   | Hekla?          |
| Askja-S     | ca 10 900 BP | Askja           |
| Hässeldalen | ca 11 400 BP | Snæfellsjökull? |
| Vedde       | ca 12 100 BP | Katla           |
| Borrobol    | ca 14 000 BP | okänd           |